# Червена гълъбка
Червената гълъбка, наричана също красива гълъбка или привлекателна гълъбка (Russula rosea), е вид ядлива базидиева гъба от семейство Russulaceae.

## Описание
Шапката достига до 12 cm в диаметър. В ранна възраст е дъговидно извита, а в напреднала възраст става разперена до плоска, твърда, с остър ръб. Кожицата има вид на напрашена, като в сухо време е напукана. На цвят е розово-червена, ярко червена или керемиденочервена, на места до жълто-охрена. Пънчето достига дължина 10 cm и е цилиндрично, набраздено. На цвят е бяло, понякога червено в основата. Месото е твърдо, бяло на цвят и има лек ментолов вкус, макар да няма особен мирис. Вкусовите качества на гъбата не са особено добри, който с варенето става все по-неприятен. Използва се най-вече за консервиране.

## Местообитание
Среща се много често през юни – октомври, като расте поединично или на малки групи на светли места във всякакви типове гори (най-често в дъбови).